# Bundesstraße 451
Pour les articles homonymes, voir Route 451.
La Bundesstraße 451 est une Bundesstraße du Land de Hesse.

## Géographie
La Bundesstraße 451 commence à Witzenhausen à la connexion avec la Bundesstraße 80. C'est également le point le plus bas, à 134,25 m d'altitude. Elle passe par le pont de la Werra et autrefois au milieu de la ville par la Brückenstraße, la Marktplatz et la Walburger Strae au sud dans le Gelstertal. Elle traverse la Schützenstraße, Hinter den Teichhöfen, la Walburger Straße pour continuer comme avant dans la vallée de la Gelster. Elle va vers les quartiers de Hundelshausen et Trubenhausen en direction du sud jusqu'à la jonction avec la Landesstraße 3238. Elle tourne alors vers l'ouest et monte le Querenberg avec une pente importante.
Il s'ensuit un tronçon en montée modérée jusqu'à Großalmerode, puis un tronçon raide d'environ 2 km jusqu'au Pfaffenberg, où elle atteint son point le plus haut à 445,1 m d'altitude. Elle suit plus tard une pente descendante qui n'est pas entièrement sûre pour les camions lourds jusqu'au centre du village de Wickenrode. Elle continue avec une pente modérée, serpentant jusqu'à Helsa. La B 451 se termine, sécurisée par un feu tricolore, au croisement avec la Bundesstraße 7. L'altitude à la fin est d'environ 263 m.

## Histoire
Les routes terrestres de Witzenhausen à Helsa et Walburg sont d'anciennes routes commerciales qui permettent l'exportation du sel de Bad Sooden-Allendorf, du lignite du Hohen Meißner et du Hirschberg, du lin des villages voisins, du verre, de l'alun et de l'argile de Großalmerode et d'Epterode. L'intersection des deux routes se trouve dans le territoire de Trubenhausen. En même temps, la L 3238 de Witzenhausen à Trubenhausen et la L 3239 de Trubenhausen à Helsa faisaient partie d'une ancienne route militaire que l'empereur Guillaume II et son épouse Auguste-Victoria empruntaient lorsqu'ils visitaient leur résidence d'été au château Wilhelmshöhe à Cassel lorsqu'ils venaient de Berlin.
La Bundesstraße 451 est créée le 1er janvier 1961 à partir des anciennes Landesstraßen, la L 3238 de Witzenhausen à Walburg et la L 3239 de Bad Sooden-Allendorf à Helsa. Le Land de Hesse veut céder l'autorité routière au gouvernement fédéral afin de se soulager financièrement. La République fédérale accepte pour montrer sa puissance.
Des fonds fédéraux sont utilisés pour étendre la B 451 de Querenberg près de Großalmerode à Helsa-Wickenrode en 1967-1968. En 1977, l'itinéraire est fondamentalement modifié de Trubenhausen au sud et le pivot à l'ouest avec connexion à la L 3238 (connexion à la B 7 à Walburg). Le nouveau tronçon d'environ 1 200 m de long contourne une zone locale vallonnée. En raison de la construction du pont en béton armé, la Landesstraße 3238 en provenance de Walburg rencontre désormais la B 451 perpendiculairement.
En 1978-1979, le centre-ville de Witzenhausen est réaménagé en zone piétonne. Dans le même temps, l'itinéraire est déplacé sur une longueur d'environ 500 m le long de la Werra ; dans la ville de Witzenhausen, la rive gauche de la Werra devant et derrière le pont de la Werra et l'étroite Stubenstrasse sont redessinées en une rue à sens unique et désormais aménagées en B 451. À l'entrée nord de la ville, une expansion et une rénovation généreuses ont lieu, où la Gelster a un nouveau lit.
Le 14 octobre 1991, d'importants travaux de construction commencent sur le site de Trubenhausen et se terminent le 2 décembre 1994 avec l'approbation d'un contournement partiel sur le site de Trubenhausen.
En 1998-1999, la Kasseler Strasse à Großalmerode est fondamentalement réaménagée de la Marktplatz à la sortie ouest de la ville avec des trottoirs et des bandes de stationnement plus larges, la largeur de la voie est rétrécie.
En 2004-2005, la zone Erbsmühle-Querenberg est rénovée et rehaussée de manière notable dans le fond de la vallée du Schwarzen Gelster près d'Erbsmühle avec un nouveau pont en béton armé.
La B 450 fait partie de la Route allemande des contes de fées.

## Source
- (de) Cet article est partiellement ou en totalité issu de l’article de Wikipédia en allemand intitulé « Bundesstraße 451 » (voir la liste des auteurs).

1. ↑  (de) « Bundesstraße B 451 », sur Hessische/Niedersächsische Allgemeine (consulté le 7 décembre 2021)